# Proctor Hall
Proctor Hall (januar 1884 – ukendt) var en engelsk fodboldspiller. Hans primære position var angriber. Han var mødt i Blackburn. Han spillede for en række klubber, deriblandt Brighton & Hove Albion, Bradford City, Chesterfield og Manchester United.